# Aeroportul Internațional Voronezh
Aeroportul Internațional Voronezh (IATA: VOZ, ICAO: UUOO) este un aeroport din Voronej, Voronezh Urban Okrug⁠(d), Regiunea Voronej, Rusia ce deservește zona Voronej. Aeroportul a fost tranzitat în 2021 de 807.500 de pasageri. A fost deschis în 9 februarie 1933 și numit după Petru I al Rusiei.
Situat la o altitudine de 157 m, aeroportul dispune de 1 pistă. Este operat de Polyot Sirena.

## Infrastructură

### Piste
Aeroportul dispune de o singură pistă. Pista are orientarea 12/30.